# Tintín i el misteri del toisó d'or
Tintín i el misteri del toisó d'or (títol original en francès: Tintin et le Mystère de la Toison d'or) és una pel·lícula d'aventures franco-belga de Jean-Jacques Vierne, estrenada el 1961. És la primera pel·lícula inspirada en la sèrie de còmics Les aventures de Tintín realitzada amb actors reals i amb un guió original. Ha estat doblada al català.

## Argument[2]
El capità Haddock rep una carta anunciant la mort d'un vell amic, Temistocle Paparanic, que li deixa en herència el seu vaixell: el «Toisó d'or». Mentre el va a veure a Istanbul amb Tintin i Milú, descobreix que el Toisó d'or amarrat al moll és un vell vaixell mercant destrossat i sense gran valor. Anton Karabine, un misteriós home de negocis, arriba a port en companyia de diversos homes i ofereix en principi al capità 400.000 lliures turques, després 600.000 i més tard 900.000, a canvi del vaixell.
Intrigats per tant interès, Tintin i Haddock fan recerques sobre els parents de Paparanic, per descobrir que anys abans, ell i la seva tripulació han fet un cop d'estat a Tetaragua (país fictici d'Amèrica Llatina inspirat en Nicaragua) i hi han ocupat el poder durant vuit o onze dies (segons els protagonistes...). Expulsats del país, Paparanic i els seus acòlits fugiran amb l'or del banc central.
Tintin i Haddock es trobaran enfrontats a nombrosos gàngsters que els paren trampes. Després del descobriment per Haddock al dors d'una etiqueta d'una ampolla d'alcohol d'un plànol indicant el lloc on és submergit un cofre ple de tresors, marxen a la seva recerca prop d'una illa. Tintin es submergeix i pesca un cofre. Karabine el roba i fuig en helicòpter, però aquest, pilotat per Tintin enreda Karabine que obre una trampa i el cofre cau al mar a 2.400 metres de fons. Acabaran trobant el tresor a bord del mateix vaixell: Tornasol descobreix amb el seu pèndol que les barres recobertes de pintura verda de la borda són d'or. El cofre contenia de fet les barres de coure de l'antiga borda.

## Repartiment
- Jean-Pierre Talbot: Tintín
- el gos Ladeuche: Milú
- Georges Wilson: Capità Haddock
- Charles Vanel: pare Alexandre
- Marcel Bozzuffi: Angorapoulos
- Georges Loriot: Professor Tornassol
- Dario Moreno: Midas Papos
- Michel Thomass: Yéfime
- Guy-Henry: un guardaespatlles
- Max Elloy: Nestor
- Olvi Uraz: Malik
- Demetrios Myrat: Anton Karabine
- Henry Soya: Clodion
- Dimos Starenios: Scoubidouvitch
- Serge Marquand: El carter
- Els Germans Gamonal: Dupond i Dupont
- El grup de ballarins i musics folklorics grecs Panegyrist de Dora Stator
- el retrat de Temistocle Paparanic: Marcel Policard

## Al voltant de la pel·lícula
- El rodatge es va desenvolupar a Turquia, Grècia i al castell de la Villette a Condécourt.
- El tema de la banda original de la pel·lícula està molt inspirat en les primeres notes de la polka (moviment III) del Ballet suite Número 2 de Dmitri Chostakovitch.
- Jean-Pierre Talbot no s'ha fet doblar per a les escenes perilloses, tret de la seqüència amb l'helicòpter.
- Diverses picades d'ull en diferents àlbums són presents a la pel·lícula :
  - Quan el capità Haddock llança bales de canó a les escales, es tracta d'una referència a L'illa negra
  - Quan Tintin recerca el tresor, fa pensar en l'àlbum El Tresor de Rackham el Roig.
  - hi ha dues referències a l'àlbum Objectiu: la Lluna: Els Dupondt estan vestits de vestits grecs després d'haver fet alliberar Tintin i Haddock i el professor Tornassol utilitza un otòfon.